# Johann Georg Gmelin den yngre
Johann Georg Gmelin den yngre, född den 10 augusti 1709 i Tübingen, död där den 20 maj 1755, var en tysk naturforskare och forskningsresande. 
Gmelin var under åren 1731-47 professor i kemi och naturalhistoria i S:t Petersburg och deltog 1733-43 i den på ryska regeringens bekostnad utrustade vetenskapliga expeditionen till Sibirien. Frukterna av denna resa framträdde i Gmelins arbeten Reisen durch Sibirien (1751-52) och Flora sibirica (1748-49). 
1749 utnämndes Gmelin till professor i kemi och botanik i Tübingen. 1749 invaldes han också som utländsk ledamot nummer 14 av Kungliga Vetenskapsakademien. 

## Eftermäle
Asteroiden 13350 Gmelin är uppkallad efter honom.
Auktorsnamnet J.G.Gmel. kan användas för Johann Georg Gmelin den yngre i samband med ett vetenskapligt namn inom botaniken; se Wikipediaartiklar som länkar till auktorsnamnet.